# 硯川村
硯川村（すずりかわむら）は、熊本県の北部に位置していた村。

## 地理
- 河川：井芹川

## 歴史
- 1874年 - 以下の町村が成立。
  - 袖木村、田上村、庄村が合併し硯川村が成立
  - 田畑村、古市村、豆尾村、坂下村が合併し下硯川村が成立
- 1889年4月1日 - 町村制施行により硯川村、下硯川村、北迫村が合併し発足。
- 1898年8月26日 - 寺迫村、五町村と新設合併し西里村発足。